# هایدی لاک
هایدی لاک (نروژی: Heidi Løke؛ زادهٔ ۱۲ دسامبر ۱۹۸۲) یک بازیکن هندبال اهل نروژ است. وی دارنده طلا بازی‌های المپیک تابستانی ۲۰۱۲ و برنز بازی‌های المپیک تابستانی ۲۰۱۶ در رشته تیمی هندبال است.